# Горный улус
Го́рный улу́с (район) (якут. Горнай улууhа) — административно-территориальная единица (улус или район) и муниципальное образование (муниципальный район) в Республике Саха (Якутия) Российской Федерации.
Административный центр — село Бердигестях, от столицы республики города Якутска находится на расстоянии: наземным путём — 184 км, воздушным — 150 км.

## Название
Несмотря на название, в районе нет ни одной горы. Горный улус был образован на возвышенности из отдалённых наслегов Западно-Кангаласского и Намского улусов, расположенных в низинных долинах Эркээни, Туймаада и Энсиэли. Вероятнее всего, название Горный было дано улусу жителями этих долин, которые называли здешний край Горной стороной.
После образования улуса в 1931 году, районный исполком обратился к ЦК ЯАССР с заявлением, что название улуса ошибочно, а название улусу дано в честь известного кулака-интеллигента, называвшего себя Горным. Было внесено предложение переименовать и присвоить имя революционера Петровского, которое не нашло поддержку. Впоследствии также было много безрезультатных разговоров по переименованию улуса.

## География
Расположен в Центральной Якутии. Площадь — 45,6 тыс. км². Большая часть улуса расположена на Приленском плато. На севере — Центрально-Якутская равнина.
Крупные реки района — Синя, Ситте, Тюгюэне (левые притоки р. Лена). Наиболее крупные озёра — Улахан-Чабыда, Кетет, Бойбоготто. 
Граничит с Вилюйским и Кобяйским улусами на севере, Верхневилюйским и Олёкминским улусами на западе, Хангаласским на юге, Намским и городом Якутском на востоке.

## История
Район образован 25 июня 1931 года из отдалённых наслегов Западно-Кангаласского и Намского улусов.
28 декабря 1962 года Горный район был ликвидирован, объединен с Орджоникидзевским районом, а все руководство было сосредоточено в Покровске. 27 января 1965 года Горный район был воссоздан в прежних границах.

## Население
| 1970    | 1979    | 1989    | 1999    | 2002    | 2009    | 2010    | 2011    | 2012    |
| ------- | ------- | ------- | ------- | ------- | ------- | ------- | ------- | ------- |
| 6894    | ↗7977   | ↗10 034 | ↗11 200 | ↗11 422 | ↘11 142 | ↗11 706 | ↗11 729 | ↘11 670 |
| 2013    | 2014    | 2015    | 2016    | 2017    | 2018    | 2019    | 2020    | 2021    |
| ↘11 582 | ↗11 590 | ↗11 790 | ↗11 880 | ↗11 956 | ↗11 975 | ↘11 964 | ↗12 103 | ↗12 104 |
| 2022    | 2023    |         |         |         |         |         |         |         |
| ↘12 076 | ↘12 004 |         |         |         |         |         |         |         |

Возрастной состав
Средний возраст населения 28 лет.

### Национальный состав
Основная часть населения — якуты (саха). Здесь также живут русские, эвены, эвенки и другие национальности.
| национальность | человек | %     |
| -------------- | ------- | ----- |
| якуты          | 10 854  | 95.03 |
| русские        | 209     | 1.83  |
| эвенки         | 112     | 0.98  |
| эвены          | 57      | 0.5   |
| другие         | 190     | 1.66  |

## Муниципально-территориальное устройство
Горный улус (район), в рамках организации местного самоуправления, включает 9 муниципальных образований, со статусом сельских поселений (наслегов):
| № | Муниципальное образование | Административный центр | Количество населённых пунктов | Население (чел.) | Площадь (км²) |
| - | ------------------------- | ---------------------- | ----------------------------- | ---------------- | ------------- |
| 1 | Атамайский наслег         | село Бясь-Кюёль        | 1                             | ↗695             | 3660,13       |
| 2 | Бердигестяхский наслег    | село Бердигестях       | 2                             | ↗6924            | 2022,64       |
| 3 | Кировский наслег          | село Асыма             | 2                             | ↗619             | 4373,18       |
| 4 | Маганинский наслег        | село Орто-Сурт         | 1                             | ↘591             | 1681,94       |
| 5 | Малтанинский наслег       | село Кептин            | 3                             | ↗650             | 14177,18      |
| 6 | Мытахский наслег          | село Дикимдя           | 2                             | ↗661             | 3946,58       |
| 7 | Одунунский наслег         | село Магарас           | 3                             | ↗1056            | 5020,03       |
| 8 | Октябрьский наслег        | село Кюёрелях          | 1                             | ↗539             | 2953,71       |
| 9 | Шологонский наслег        | село Ерт               | 1                             | ↘529             | 7788,93       |

### Населённые пункты
В Горный улус 16 населённых пунктов.
| №  | Населённый пункт | Тип  | Население | Муниципальное образование |
| -- | ---------------- | ---- | --------- | ------------------------- |
| 1  | Асыма            | село | ↘608      | Кировский наслег          |
| 2  | Бердигестях      | село | ↗6956     | Бердигестяхский наслег    |
| 3  | Бясь-Кюёль       | село | ↗695      | Атамайский наслег         |
| 4  | Дикимдя          | село | ↗653      | Мытахский наслег          |
| 5  | Ерт              | село | ↘529      | Шологонский наслег        |
| 6  | Кептин           | село | ↘612      | Малтанинский наслег       |
| 7  | Кюёрелях         | село | ↗539      | Октябрьский наслег        |
| 8  | Магарас          | село | ↗1006     | Одунунский наслег         |
| 9  | Май              | село | ↘8        | Бердигестяхский наслег    |
| 10 | Орто-Сурт        | село | ↘591      | Маганинский наслег        |
| 11 | Тонгулах         | село | ↗15       | Малтанинский наслег       |
| 12 | Тысагаччы        | село | ↘0        | Малтанинский наслег       |
| 13 | Улу-Сысы         | село | ↘5        | Одунунский наслег         |
| 14 | Харыялах         | село | ↗9        | Одунунский наслег         |
| 15 | Чекя-Бясь        | село | →0        | Кировский наслег          |
| 16 | Эбя              | село | ↘7        | Мытахский наслег          |

Упразднённые населённые пункты:
- 1998 год — поселки Эбя Бердигестяхского наслега и Федосья-Аласа Кировского наслега[26].

## Местное самоуправление
Главы муниципального района
- 2002—2007 — Андреев Николай Иванович
- 2008—2013 — Алексеев Пётр Николаевич
- с 2013 года — Андреев Никита Викторович[27]

## Экономика
Основу экономики улуса составляет сельское хозяйство. Главная его отрасль — животноводство (мясо-молочное скотоводство, мясное табунное коневодство), пушной промысел, звероводство. Земли сельскохозяйственного назначения составляют 54,9 тыс. га.

## Известные уроженцы и жители
- Данилов, Семён Петрович (1917—1978) — Народный поэт Якутии.
- Данилов, Софрон Петрович (1923—1993) — Народный писатель Якутии.
- Тарасов, Савва Иванович (1934 - 2010) - Народный поэт Якутии.
- Контоев, Герман Степанович (род. в Хабаровске) — спортсмен, Заслуженный мастер спорта по вольной борьбе, участник Олимпийских игр, Чемпион мира
- Тимофеева, Кристина Владимировна — спортсменка, мастер спорта международного класса по стрельбе из лука, участница Олимпийских игр (2012)